# جنی شیمیزو
جنی شیمیزو (انگلیسی: Jenny Shimizu؛ زادهٔ ۱۶ ژوئن ۱۹۶۷) یک هنرپیشه، و مانکن (فرد) اهل ایالات متحده آمریکا است.